# Combinação afim
Na matemática, uma combinação afim dos vetores x1,…, xn é uma combinação linear expressa por:
{\displaystyle \sum _{i=1}^{n}{\alpha _{i}\cdot x_{i}}=\alpha _{1}x_{1}+\alpha _{2}x_{2}+\cdots +\alpha _{n}x_{n}}
em quais a soma dos coeficientes é 1, assim:
{\displaystyle \sum _{i=1}^{n}{\alpha _{i}}=1}.
Os vetores são supostos aqui para encontrar-se no excesso dado do espaço V do vetor um campo K; e o αi dos coeficientes é escalars no K.
Este conceito é importante, por exemplo, na geometria euclidiana.
Uma combinação afim de pontos fixos de uma transformação afim é também um ponto fixo, assim que os pontos fixos dão forma a um subespaço do afim (em 3D: uma linha ou um plano, e os casos trivial, um ponto e o espaço inteiro).